# اپل مونتاین لیک (ویرجینیا)
اپل مونتاین لیک (به انگلیسی: Apple Mountain Lake) یک منطقهٔ مسکونی در ایالات متحده آمریکا است که در شهرستان وارن، ویرجینیا واقع شده‌است.